# الخارق (رواية خيال علمي)
الخارق هي رواية خيال علمي للكاتب الإسكتلندي إيان إم. بانكس. وهي الرواية الخامسة في سلسلة الثقافة المكونة من عشر روايات خيال علمي تتحدث عن مجتمع خيالي فضائي شبيه بالمدينة الفاضلة يدعى باسم الثقافة. تتحدث هذه الرواية عن رد فعل الثقافة وبقية المجتمعات النجمية على مقابلة أثر غريب غير مسبوق بشري الصنع، وهو الخارق الذي تتحدث عنه الرواية.
يتحدث هذا الكتاب بشكل عام عن رد فعل عقول الثقافة (أنظمة ذكاء صنعي خيرة تمتلك قدرات عقلية وجسدية متفوقة بالإضافة إلى شخصيات متميزة) على الخارق بحد ذاته إضافة إلى الطرق التي يحاول بها مجتمع مجاور اسمه الإهانة -والذي تثير وحشيته الممنهجة رعب مجتمع الثقافة- استخدام التحفة لزيادة قوته. كما هو الحال في بقية روايات سلسلة الثقافة للكاتب بانكس، تدور الرواية حول مواضيع أساسية هي المعضلات الأخلاقية التي تواجه القوى الخارقة، وكيف يمكن للشخصيات البيولوجية أن تجد وسائل لتعطي معنى لحياتها في عالم مرحلة ما بعد الندرة الذي تسيطر عليه آلات خيرة خارقة الذكاء. من ناحية الأسلوب، يتميز هذا الكتاب في الوسيلة التي تتواصل فيها العقول، إذ إن كثيراً من المحادثات الهامة بينها تشبه رسائل البريد الإلكتروني بجميع عناصرها بما فيها المقدمة في بداية الرسالة.

## ملخص الحبكة
الخارق الذي تتحدث عنه الرواية هو جسم أسود دائري الشكل تماماً يظهر بشكل غامض في طرف فضاء الثقافة، بشكل يبدو أنه أقدم من الكون بحد ذاته ويقاوم جميع محاولات الثقافة وبقية المجتمعات المضاهية لها تقدماً علمياً (بالأخص زيتيتيك إلينش) لسبرها أو فحصها. تحاول مجموعة غير رسمية من العقول باسم ’عصابة الأوقات الممتعة’ -التي اجتمعت في ظروف فريدة- تنظيم رد فعل الثقافة على الاكتشاف الجديد. تحاول مجموعة الإهانة -وهي عرق فضائي سريع التوسع يمارس السادية الممنهجة على الأعراق المحكومة من قبله بالإضافة إلى إناث العرق ذاته وذكوره الصغار- أيضاً استغلال الخارق من خلال التسلل إلى مستودع للسفن الحربية للثقافة واستخدامها للسيطرة على الجسم الغامض.

## الأهمية الأدبية والانتقادات

### وجهة نظر بانكس حول سلسلة الثقافة
يركز هذا الكتاب أكثر من أي جزء آخر من سلسلة الثقافة على عقول الثقافة كشخصيات رئيسية.
عند سؤاله عن إمكانيات التكنولوجيا في أدب الخيال، أجاب بانكس حول كتابه قائلاً:
«لا يمكنك الهروب من حقيقة أن الإنسانية هي جنس تكنولوجي، لعلنا نستطيع دعوته بجنس الإنسان المحب للتكنولوجيا أو أياً كان المصطلح اللاتيني. التكنولوجيا ليست خيرة أو شريرة، فالأمر يعود للمستخدم. لا يمكننا الهروب من حقيقتنا، والتي هي كوننا جنساً تكنولوجياً. ليس هناك طريق للرجوع».
من الأمور المهمة أيضاً لهذا الكتاب في سلسلة روايات الثقافة أن الكتاب يظهر عدداً من العقول التي تتصرف بشكل شرير بمحض إرادتها، بشكل مختلف عن بقية روايات السلسلة التي تعطيها صفات الخير والنزاهة المثالية. وصف بانكس تصرفات بعض عقول الرواية بأنها شبيهة بـ «الملوك البربريين الموعودين بالذهب في الجبال».